# Lugy
Lugy é uma comuna francesa na região administrativa de Altos da França, no departamento de Pas-de-Calais. Estende-se por uma área de 2,83 km². Em 2010 a comuna tinha 149 habitantes (densidade: 52,7 hab./km²).